# Перибол
Перибол (от др.-греч. περίβολος, от περὶ, «вокруг» и βάλλειν, «бросать») — в античной и средневековой фортификации пространство между внешней стеной (протейхизмой) и внутренней стеной, также двор вокруг древнегреческого или древнеримского храма, ограждённый с целью отделить святыню от всего несвященного и сама ограда храма (внутренняя культовая площадка рядом со святилищем называлась «теменос»). В древних захоронениях археологи называют периболом ограду вокруг нескольких могил.
Перибол при храме обычно строился в тех случаях, когда сам храм находился в заселённой части города с тем, чтобы здание не примыкало напрямую к жилым домам. В периболе ставились статуи, строились жилища для жрецов, а в храмах, посвящённых богам здоровья, и помещения для больных. Большие храмы имели зачастую большие периболы, в которых располагались меньшие храмы, посвящённые другим богам: например, в периболе храма Зевса Олимпийского в Афинах располагались храмы Крона и Реи, а также теменос Геи.